# Adão (Omã)
Adão (em árabe: ادم; romaniz.: Adam) é uma cidade da província Interior e capital do vilaiete de Adão, no Omã. Segundo censo de 2010, tinha 11 014 habitantes. Compreende uma área de 44,1 quilômetros quadrados.